# 松平清善
松平 清善（まつだいら きよよし）は、戦国時代から安土桃山時代にかけての武将。松平親善の長男。通称、與二郎、玄蕃允、備後守。竹谷松平家4代当主。

## 略歴
永禄3年（1560年）、桶狭間の戦いで、今川義元が討ち死にすると徳川家康に従い、今川氏から離反したため、人質として差し出していた娘は殺害された。永禄元年（1558年）に家康より、丸子城の守備を命じられる。永禄5年（1562年）に上ノ郷城の戦いで鵜殿長照の居城・上ノ郷城を攻め落として功績を立てた。元亀3年（1572年）、遠江国の宇津山城番となる。
天正15年（1587年）に死去。享年82。